# Mirna
Mirna je gručasto naselje z nekaj nad 1300 prebivalci ob istoimenski reki in središče Občine Mirna.

## Geografija
Naselje se je razvilo na stiku gričevja in kotline ob sotočju reke Mirne ter potokov Vejarja in Zabrščice, ob državni cesti in železnici, ki povezuje Trebnje s Sevnico. Naselje stoji na pred poplavami varnih terasah zahodnega dela Mirnske kotline. Razsežna dolina je obdana z gričevjem, pokritim z njivami, travniki in vinogradi ali z gozdovi. Reka Mirna je dolga 45 km in se v Boštanju izliva v reko Savo.

## Zgodovina
O zgodnji naselitvi pričajo najdbe iz bakrene dobe (Gradec pri Mirni, 4. tisočletje p. n. št.), Kincelj nad Trbincem stara železna doba. Mirna je bila eno od centrov poselitve na Dolenjskem. Kraj se prvič omenja leta 1216 v zvezi z mirnskim gospodom, grad na vzpetini nad vasjo pa leta 1250 in 1261, ko se mu je odpovedal koroški vojvoda Ulrik III. Spanheim v korist oglejskega patriarha. Leta 1339 ga je v fevd dobil kranjski deželni glavar Friderik Žovneški, od leta 1435 pa so bili lastniki Celjski. Leta 1456 so sledili Habsburžani, potem pa so se lastniki pogosto menjavali. Leta 1515 ga je imel Janez Turjaški, razdejali so ga med kmečkim puntom leta 1942, na začetku druge svetovne vojne, je bil požgan. Od leta 1962 ga je v upravljanje pridobil umetnostni zgodovinar Marko Marin.
Leta 1848 je bilo na Mirni volišče za frankfurtske volitve. V 19. stol. se je začela razvijati industrija (predilnica za platno, usnjarna, opekarne). Leta 1862 je bila ustanovljena župnija k razvoju kraja je veliko prispevala železnica Trebnje-Šentjanž, zgrajena leta 1908.

## Kulturna dediščine

### Župna cerkev sv. Janeza Krstnika
Po ustnem izročilu naj bi ob mostu preko Mirne že v času pokristjanjevanja stala lesena cerkev, ki naj bi služila dvema pražupnijama Šentrupet in Trebnje. Listina iz 17. julija 1263 pa govori o tem, da je Ulrik, vojvoda Karantanski potrdil sodnijske in druge svoboščine v tej cerkvi.
V sredini 14. stoletja je bila ustanovljena samostojna duhovnija. Med letoma 1463 in 1498 so zgradili novo cerkev. Najprej svetišče, nato pa ladjo. Zvonik je bil zgrajen kot utrdba že prej. V 16. stoletju so cerkev spremenili v protiturški tabor. V baroku, ko se je duhovnija spremenila v vikariat so na vsaki strani prizidali stranski kapeli, obnovili slavolok in dvignili zvonik s čebulasto streho. Župnija je bila ustanovljena 1862. Cerkev so morali podaljšati za 7 m, prestavili so glavni portal s severne na južno stran, ter zgradili kor. Na fasadi so nadzidali timpanon nad stransko kapelo in ga dekorirali v neogotskem slogu. Pozidali so tudi zakristijo. Dela je vodil italijanski arhitekt Poseoli. Leta 1913 so preselili pokopališče, nakar so dogradili stopnišče kot glavni dohod do cerkve.
Gotski zvezdasto obokan prezbiterij je med letoma 1465 in 1470 poslikal freskant Bolfgang in predstavlja klasičen primer kranjskega prezbiterija, ki je bil uveljavljen kot prototip za vso srednjo Evropo. Okrog Kristusa so razvrščeni simboli evangelistov, okrog Marije z detetom pa sv. Barbara, Katarina, Doroteja in Marjeta. Na zunanjih delih so cerkveni očetje in angeli z glasbili.
Mrežasti obok ladje iz okoli leta 1498 je bil poslikan z rastlinsko dekorativno ornamentiko. Zanimivi so figuralni sklepniki (plug, rozeta, mož z dolgimi lasmi in kelihom v roki,.... Glavni oltar je iz 19. stoletja, naredila sta ga Feliks Toman (kamniti del) in Anton Rovšek (leseni del). Leseni del je najlepši primer psevdogotskih kiparskih izdelkov v Sloveniji: v srednji niši je sv. Janez Krstnik, ob tabernaklju klečita dva kerubina, angeli v timpanonu so male romantične umetnine. Križev pot je izdelek Leopolda Layerja iz koca 18. stoletja. Stranska oltarja: na desni je podoba Bičani Kristusii in je verjetno ostanek prvotne baročne opreme, na levi je kip Brezmadežna. Prižnica je bila prinesena iz kapele iz Lanšpreža, zaznamovana z imenom Petra Pavla Glavarja in je pozno baročno delo. Zanimiv je še misijonski križ.
Mali zvon je leta 1750 vlil Jožef Samassa mlajši.
- Cerkev sv. Janeza Krstnika na Mirni
- Pogled iz ladje proti glavnemu oltarju
- Detajl stropa v prezbiteriju
- Križev pot

### Kamniti most
Most, ki povezuje vzhodni in zahodni del Mirne je dala zgraditi Marija Terezija v 18. stoletju. Sprva je bil most lesene konstrukcije, a so ga zaradi velike uporabe in nevarnosti poplav kasneje sezidali iz kamna.
Na mostu je kapelica svetega Križa, zgrajena leta 1856. Most je grajen iz rezanega apnenca in ima pet odprtin. Trije so nad rečno strugo, ker pa na tem delu vasi reka rada preplavlja, sta temu namenjena še dve. Mrnski most je funkcionalno podoben nekaj drugim mostovom v Mirnski dolini.
Most je bil v letu 2006 obnovljen pod budnim nadzorom Zavoda za spomeniško varstvo v prvotni obliki, gorvodno pa na manjši oddaljenosti dograjena lesena brv za pešce in kolesarje.

### Ostalo
Ob cesti proti planinskemu domu na Debencu je zaselek Zapuže, poimenovan po srednjeveški graščini, južno od Mirne pa zaselek Podradovica. Z industrializacijo je Mirna povsem izgubila kmečko podobo.
Na ledini Roje so bile gomile iz starejše železne dobe, pri cerkvi sv. Helene so bili najdeni rimskodobni grobovi, na bližnjem Gradcu je stalo naselje iz bakrene dobe.
Na pokopališču stoji baročna cerkev sv. Helene z baročnim glavnim oltarjem in s sliko Metzingerja iz prve polovice 18. stoletja, ki ga je leta 1897 popravljal A. Goetzl. Stranski oltar je iz sredine 18. stoletja. Orgle iz leta 1858 so izdelek J. Mandlina, sem so bile prenesene iz župnijske cerkve.
O nekdanji gospodarski moči naselja, zlasti v 19. stoletju, pričajo enonadstropne stavbe z bogato členjenimi fasadami, ki oblikujejo obcestni trg in velika gospodarska poslopja kmetij na robu naselja. V zaselku Zapuže stoji Dvorec Zapuže iz leta 1578, ki je v času protireformacije v 17. stoletju dajal zavetišče luteranom.

## Občina Mirna
Krajevna skupnost Mirna je novembra 2009 na referendumu izglasovala odcepitev od Občine Trebnje v samostojno Občino Mirna, vendar je bil aprila 2010 zakon o razglasitvi občine (skupaj z in predvsem zaradi Občine Ankaran) zavrnjen. Ustavno sodišče Republike Slovenije je 26. novembra 2010 ugotovilo, da je bila odločitev poslancev neskladna z ustavo in ukazalo odpravo neskladja ter razpis volitev v Občini Mirna v naslednjih dveh mesecih. Poslanci Državnega zbora so 1. februarja 2011 sprejeli zakon o ustanovitvi Občine Mirna. Mirna je uradno postala del občine Mirna 26. februarja 2010.

## Mirnska industrija
Večja podjetja:
- Dana, proizvodnja in prodaja pijač
- Droga Kolinska, živilska industrija
- Tomplast